# Kategoria e Dytë 2009-10

A Kategoria e Dytë 2009-10 é a terceira divisão do futebol albanês na temporada 2009-10, que teve início em 20 de Setembro de 2010 com término em 15 de Maio de 2010.

## Grupo A

### Equipes
| Time               | Localização | Estádio                            | Capacidade |
| ------------------ | ----------- | ---------------------------------- | ---------- |
| Egnatia Rrogozhinë | Rrogozhinë  | Stadium KF Egnatia                 | 4.000      |
| Erzeni Shijak      | Shijak      | Stadiumi Tofik Jashari             | 4.000      |
| Fieri              | Fier        | Stadiumi Çlirimi                   | 1.000      |
| Iliria Fushë-Krujë | Fushë-Krujë | Stadiumi Fushë-Krujë               | 3.000      |
| Korabi Peshkopi    | Peshkopi    | Stadiumi Korabi                    | 3.000      |
| Kukësi             | Kukës       | Stadiumi Zeqir Ymeri               | 1.000      |
| Luzi 2008          | Luz i Vogël | Stadiumi Luz i Vogël 2008          | 600        |
| Mamurrasi          | Mamurrasi   | Stadiumi Mamurrasi                 | 1.000      |
| Naftëtari Kuçovë   | Kuçovë      | Stadiumi Bashkim Sulejmani         | 5.000      |
| Olimpiku Tiranë    | Tiranë      | Kompleksi Sportiv i Klubit Olimpik | 1.000      |
| Sukthi             | Sukthi i Ri | Stadiumi Sukthi i Ri               | 1.000      |
| Tërbuni Pukë       | Pukë        | Stadiumi Ismail Xhemali            | 1.000      |
| Veleçiku Koplik    | Kopliku     | Stadiumi Impianti Vellezërit Duli  | 2.000      |

### Classificação Final
| Tabela de classificação | Tabela de classificação | Tabela de classificação | Tabela de classificação | Tabela de classificação | Tabela de classificação | Tabela de classificação | Tabela de classificação | Tabela de classificação | Tabela de classificação | Tabela de classificação | Tabela de classificação |
| Time | Time                    | PG                      | J                       | V                       | E                       | D                       | GP                      | GC                      | SG                      |                         |                         |
| --- | ----------------------- | ----------------------- | ----------------------- | ----------------------- | ----------------------- | ----------------------- | ----------------------- | ----------------------- | ----------------------- | ----------------------- | ----------------------- |
| 1 | Mamurrasi               | 54                      | 24                      | 17                      | 3                       | 4                       | 49                      | 23                      | +26                     |                         |                         |
| 2 | Tërbuni Pukë            | 51                      | 24                      | 15                      | 6                       | 3                       | 43                      | 14                      | +29                     |                         |                         |
| 3 | Luzi 2008               | 50                      | 24                      | 15                      | 5                       | 4                       | 48                      | 18                      | +30                     |                         |                         |
| 4 | Erzeni Shijak           | 42                      | 24                      | 12                      | 6                       | 6                       | 40                      | 22                      | +18                     |                         |                         |
| 5 | Iliria Fushë-Krujë      | 36                      | 24                      | 11                      | 3                       | 10                      | 34                      | 29                      | +5                      |                         |                         |
| 6 | Veleçiku Koplik         | 35                      | 24                      | 11                      | 2                       | 11                      | 38                      | 28                      | +10                     |                         |                         |
| 7 | Sukthi                  | 31                      | 24                      | 8                       | 7                       | 9                       | 28                      | 31                      | -3                      |                         |                         |
| 8 | Naftëtari Kuçovë        | 30                      | 24                      | 10                      | 3                       | 11                      | 29                      | 35                      | -6                      |                         |                         |
| 9 | Olimpiku Tiranë         | 28                      | 24                      | 9                       | 4                       | 11                      | 26                      | 33                      | -7                      |                         |                         |
| 10 | Korabi Peshkopi         | 14                      | 11                      | 4                       | 2                       | 5                       | 7                       | 12                      | -5                      |                         |                         |
| 11 | Egnatia Rrogozhinë      | 12                      | 11                      | 3                       | 3                       | 5                       | 10                      | 11                      | -1                      |                         |                         |
| 12 | Olimpiku Tiranë         | 7                       | 11                      | 2                       | 1                       | 8                       | 6                       | 20                      | -14                     |                         |                         |
| 13 | Turbina Cërrik          | 3                       | 11                      | 1                       | 0                       | 10                      | 2                       | 25                      | -23                     |                         |                         |
| 14 | Fieri                   | 3                       | 11                      | 1                       | 0                       | 10                      | 6                       | 39                      | -33                     |                         |                         |
| PG – pontos ganhos; J – jogos disputados; V - vitórias; E - empates; D - derrotas; GP – gols pró; GC – gols contra; SG – saldo de gols; |                         |                         |                         |                         |                         |                         |                         |                         |                         |                         |                         |

Classificação
|  |                                                                                                 |
|  | Promoção direta para a Kategoria e Parë 2010-11, Disputa da Final contra o vencedor do Grupo B. |
|  | Promoção direta para a Kategoria e Parë 2010-11                                                 |

Atualizado em 16 de Dezembro de 2010